# Provinzial-Heil- und Pflegeanstalt Kortau

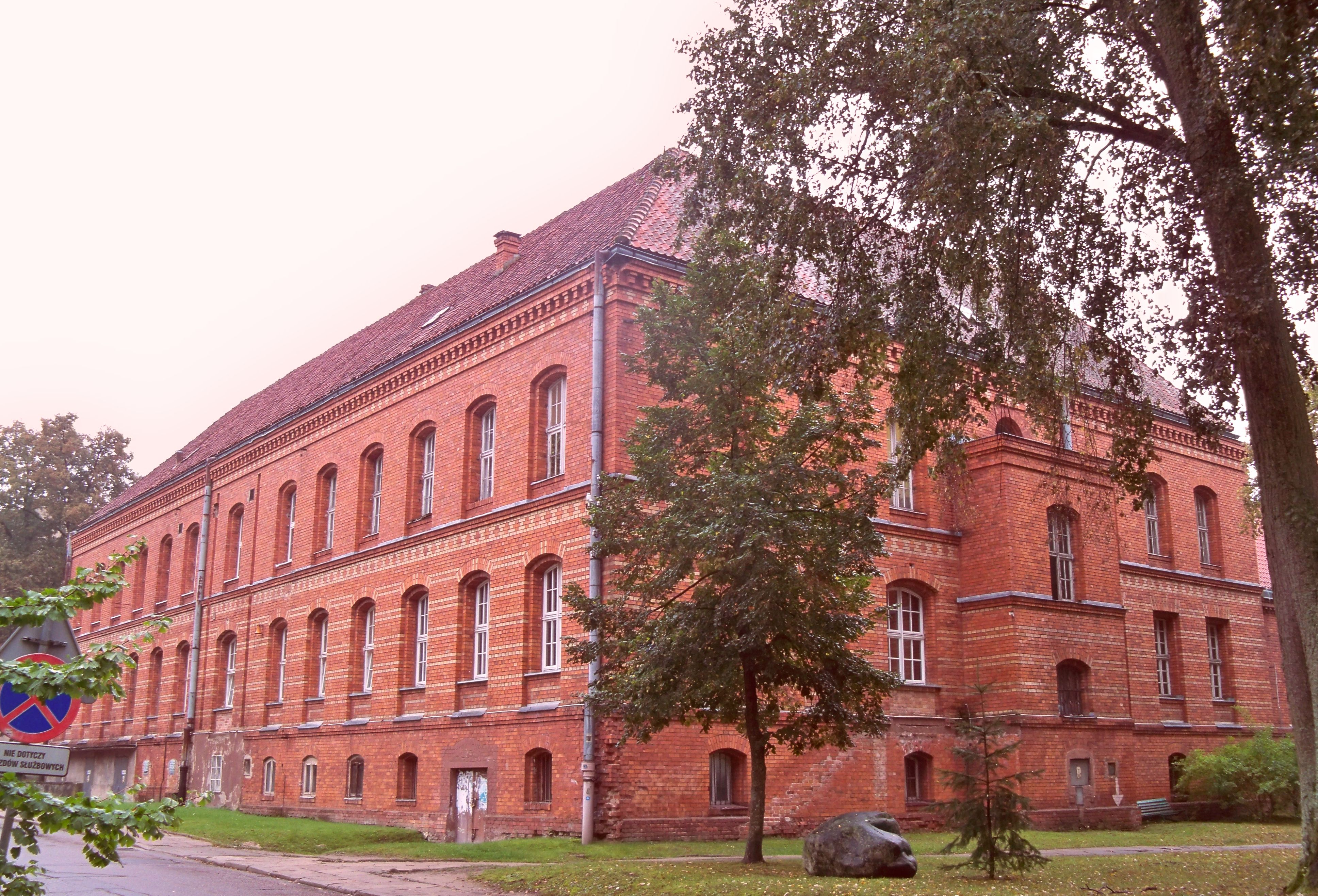
Ehemaliges Klinikgebäude (heutiger Zustand)

Die Provinzial-Heil- und Pflege-Anstalt Kortau war ein psychiatrisches Krankenhaus im ostpreußischen Kortau (polnisch Kortowo), unmittelbar südlich von Allenstein (polnisch Olsztyn, heute eingemeindet). Es wurde von 1886 bis 1945 betrieben und war zu Beginn des 20. Jahrhunderts eine der modernsten Psychiatrien im damaligen Deutschen Reich.

## Ursprünge
Kortau war zunächst für 600 Patienten geplant, die Kapazität wurde bis auf 1.400 Betten im Jahre 1936 erweitert. Die Gesamtanlage war insgesamt ca. 253 ha groß, wovon 98 ha als Ackerland und 31 ha als Grasland genutzt wurden. Von insgesamt 56 Gebäuden (1912) dienten 24 der Unterbringung der Kranken. Die Anlage verfügte über eine Kirche, die für evangelische und katholische Gottesdienste genutzt wurde, sowie einen eigenen Friedhof für Patienten und Angestellte. Die ursprünglichen Baukosten betrugen ca. 3,17 Millionen Mark, für Erweiterungsbauten wurden nach der Jahrhundertwende weitere 1 Million Mark investiert. Im Jahr 1912 befanden sich insgesamt 937 Kranke in der Heil- und Pflegeanstalt, 417 männliche Patienten wurden von 75 Pflegern, 520 weibliche Patienten von 90 Pflegerinnen betreut. Im Ersten Weltkrieg wurde Kortau teilweise als Lazarett genutzt, infolge der schlechten Versorgungslage und grassierender Infektionskrankheiten sank die Patientenzahl auf etwa die Hälfte der Vorkriegsbelegung.
Gründungsdirektor der Klinik war Eugen Hallervorden (1886–1891), Vater von Julius und Margarete Hallervorden, gefolgt von Adolf Stoltenhoff (1891–1917), dem Vater Heinrich Stoltenhoffs. In den 1920er Jahren wurde Kortau von Dr. Friedrich Lullies, bis Kriegsende dann von Dr. Kurt Hauptmann (1883–1945) geleitet.

## Aktion Lange und Aktion T4
Nach 1933 wurden in Kortau Zwangssterilisationen nach dem Gesetz zur Verhütung erbkranken Nachwuchses vorgenommen.
Zwischen dem 21. und 31. Mai 1940 wurden durch das „Sonderkommando Lange“ 301 Patienten aus Kortau in das Konzentrationslager Soldau deportiert und in einer Gruppe von 1.558 Insassen ostpreußischer Psychiatrien ermordet. Die Auswahl der Opfer erfolgte durch die Klinikärzte nach Arbeits- und Anpassungsfähigkeit der Patienten sowie der angenommenen Genesungschance. Patienten, die bereits länger als 5 Jahre untergebracht waren galten hierbei als nicht heilbar. Da viele der Patienten unter gerichtlicher Vormundschaft standen und Angehörige vorhanden waren, erregte diese Aktion relatives Aufsehen. Nachfragen der zuständigen Amtsgerichte und Vormundschaftspfleger führten zu einem Eingreifen des Präsidenten des OLG Königsberg, Max Draeger, der diese anwies, von weiteren Anfragen abzusehen. Die offiziellen Todeserklärungen erfolgten im Laufe des Jahres 1941 durch ein NS-Sonderstandesamt, wobei Todesdatum, Sterbeort sowie Todesursache („ansteckende Krankheit“) regelmäßig verfälscht wurden. Die sofortige Einäscherung der Opfer führte ebenfalls zu Misstrauen.
Nach Auflösung der Provinzial-Heil- und Pflegeanstalt Allenberg wurden deren Patienten am 8. Juni 1940 nach Kortau verlegt. Im Zuge der Aktion T4 diente Kortau als Drehscheibe für den Transport ostpreußischer Patienten in die Tötungsanstalten. Im Juli 1941 erfolgten mehrere Transporte von insgesamt mindestens 474 Insassen, 78 von ihnen unmittelbar in die Tötungsanstalt Pirna-Sonnenstein. Weitere Transporte erfolgten am 15. August 1941, als 196 Patienten in die Landesheilanstalt Uchtspringe verlegt wurden, und im Februar 1942 (348 Patienten). Die übrigen wurden entsprechend der vorhandenen Tötungskapazität in der Folgezeit ermordet. In Einzelfällen von „wilder Euthanasie“ erfolgte die Tötung bereits in Kortau. Insgesamt wurden etwa 4.000 Patienten ostpreußischer Psychiatrien, 2/3 der Vorkriegsbelegung, in den Jahren 1940 bis 1942 getötet.
| Datum            | Anzahl der deportierten Patienten | Ziel                             |
| ---------------- | --------------------------------- | -------------------------------- |
| 21. Mai 1940     | 285                               | Konzentrationslager Soldau       |
| 22. Mai 1940     | 1                                 | KZ Soldau                        |
| 31. Mai 1940     | 15                                | KZ Soldau                        |
| 8. Juli 1941     | 86                                | Tötungsanstalt Pirna-Sonnenstein |
| 8./9. Juli 1941  | 271                               | Großschweidnitz                  |
| 8./9. Juli 1941  | 132                               | Zschadraß                        |
| 8./9. Juli 1941  | 134                               | Arnsdorf                         |
| 15. August 1941  | 196                               | Uchtspringe                      |
| 14. Februar 1942 | 350 (348)                         | Altscherbitz                     |

## Lazarett
Zur Jahreswende 1939/40 wurde zunächst ein 75 Betten umfassendes  „Sportlazarett für amputierte Soldaten“ als Teil des Allensteiner Garnisonslazaretts in Kortau untergebracht. Von 1941 bis Kriegsende diente Kortau erneut als Lazarett für Wehrmachtsangehörige und Kriegsgefangene. Das Lazarett hatte eine Kapazität von 1350 Betten, während die psychiatrische Klinik auf 520 Betten reduziert wurde.

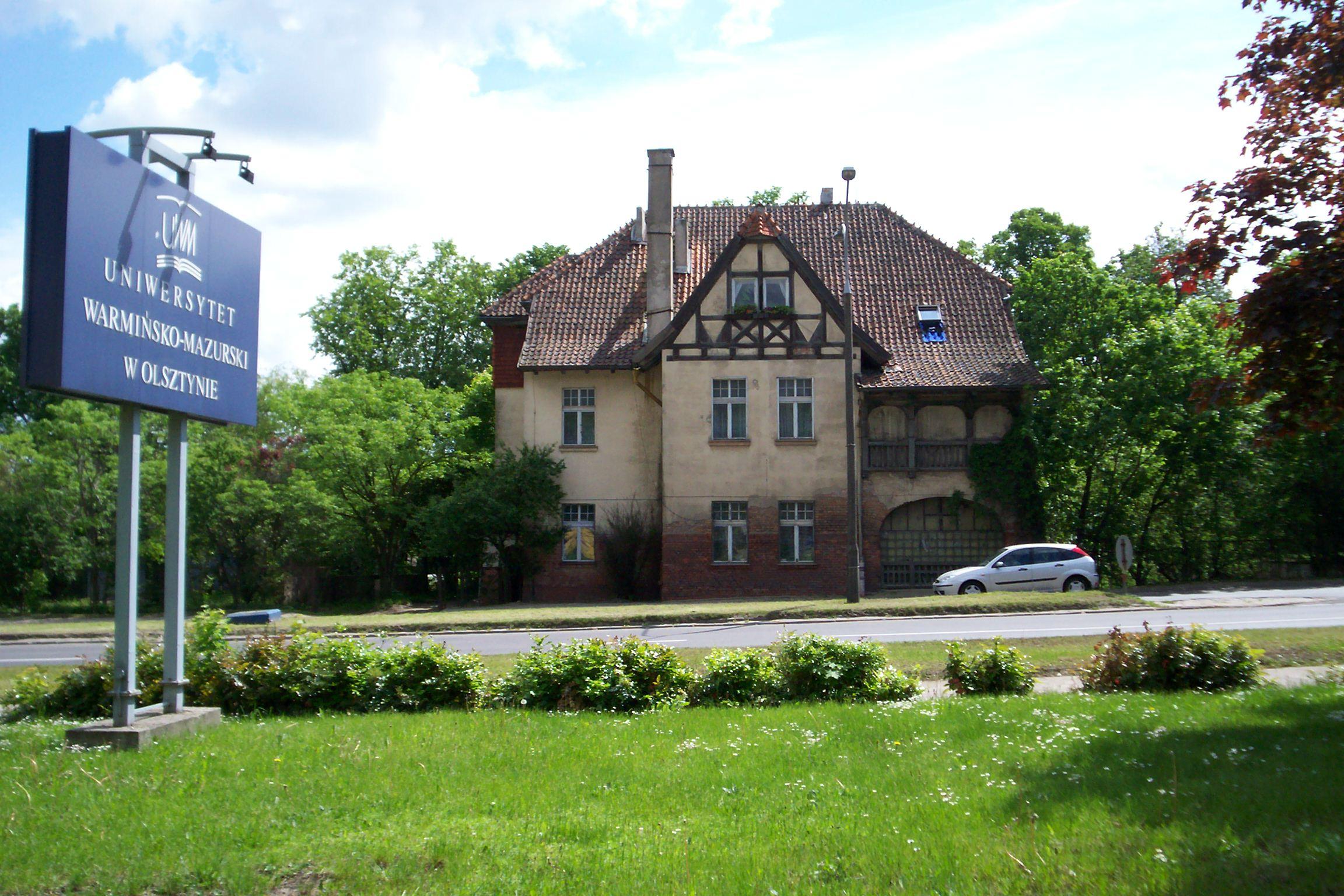
Ehemaliges Klinikgebäude, Aleja Warszawska

### Kriegsende
Am 19. oder 20. Januar 1945 wurden insgesamt 500 Patienten per Eisenbahn evakuiert, das weitere Schicksal dieses Transports ist ungeklärt, vermutlich wurden die Evakuierten durch Kriegseinwirkung getötet. In der Nacht vom 21. auf den 22. Januar 1945 eroberten sowjetische Truppen des 3. Garde–Kavallerie–Korps unter dem Kommando von Nikolai Oslikowskij Allenstein praktisch kampflos. In Kortau wurden hierbei sämtliche noch verbliebenen Patienten, das medizinische Personal sowie anwesende Flüchtlinge durch Angehörige der Roten Armee   getötet. Zahlreiche Gebäude wurden, mit den dort befindlichen Patienten, in Brand gesetzt. Der Klinikdirektor sowie seine Frau wurden erschossen aufgefunden, mehrere Ärzte hatten sich offenbar im Dachgeschoss eines Wohnhauses (heute Aleja Warszawska 107) erhängt. Dagegen heißt es bei Ewa Gładkowska: „Die Ärzte von Kortowo wurden auf dem Dachboden des Gebäudes in der heutigen Aleja Warszawska 107 erhängt.“

## Nachkriegszeit
Nach der Flucht und Vertreibung der einheimischen Bevölkerung blieb das Klinikgelände bis etwa 1950 ungenutzt. Im Sommer 1950 wurde eine Landwirtschaftsschule gegründet, die aus Cieszyn und Łódź hierher verlegt wurde. Im Zuge des Ausbaus der Schule wurde der Klinikfriedhof aufgelöst, 3625 Tote wurden exhumiert. Weiterhin fand man 6 Massengräber, das größte, 1955 entdeckte Massengrab enthielt die sterblichen Überreste von 227 Männern, Frauen und Kindern. Eine weitere Exhumierung erfolgte 1963 mit 109 Toten. Magdalena Sacha schätzt die Gesamtzahl der Toten des Januar 1945 auf etwa 400.
Heute ist das Klinikgelände Teil der Universität Ermland-Masuren, ein Denkmal erinnert an die Opfer der Euthanasie. In Pirna-Sonnenstein erinnert seit 2009 ein Denkmal an die dort ermordeten Patienten, 600 namentlich genannte Opfer stammten aus ostpreußischen Anstalten.

## Persönlichkeiten
- Gustav Marek (1840–1896)[12]
- Leo Prochownik (1875–1936)
- Hugo von Goeben (1870–1908)